# Spilosoma mendicana
Spilosoma mendicana là một loài bướm đêm thuộc phân họ Arctiinae, họ Erebidae.